# Verband der Deutschen Filmkritik
La Verband der Deutschen Filmkritik est une association allemande de critiques de cinéma, basée à Berlin, en Allemagne et fondée en 1969.
Elle remet chaque année les Preise des Verbandes der Deutschen Filmkritik, qui récompensent les meilleurs films de l'année.